# Circuit de Can Nolla
El Circuit de Can Nolla fou un circuit provisional de motocròs situat en terrenys de Can Nolla (casa pairal del terme de Premià de Dalt, Maresme) que tingué activitat durant les dècades de 1970 i 1980. Seu durant anys de les 3 Hores Tot Terreny de Premià, la desaparició d'aquesta prova a partir de 1980 el feu caure en desús durant molts anys, tot i que sovint era utilitzat com a lloc d'entrenament per afeccionats al motociclisme de fora d'asfalt i fins i tot al BMX. Finalment, la transformació urbanística de l'entorn en provocà la desaparició cap a mitjan dècada de 1990, engolit per una urbanització de cases unifamiliars.

## Situació
El Circuit de Can Nolla s'ubicava en una zona d'orografia suau, amb petits turons de pendents lleugers, ocupant antics camps de conreu abandonats de feia anys. Eren uns paratges erms i extensos compresos entre la riera de Can Nolla i la carretera de Vilassar de Dalt a l'est, la carretera d'enllaç cap a Premià de Dalt a l'oest i al sud, i el vessant de l'Ermita de la Cisa al nord (un espai conegut popularment com al Camp dels "Hermanos" per pertànyer als germans de La Salle). Tot l'entorn gaudia d'una bona vegetació, bàsicament garriga i ginesta, però també força garrofers, pins i alguna alzina, i pels volts del circuit s'hi veien encara restes d'antiga activitat agrícola (murs, séquies, una gran bassa, etc.).

## Característiques
El circuit pròpiament dit feia 2.500 metres de llarg i una amplada mínima de 5, i es recorria en sentit invers a les busques del rellotge. La sortida era a la zona superior, prop de la carretera d'enllaç, on hi havia una petita recta que acabava en un revolt tancat a l'esquerra, seguit d'una forta baixada. Després d'un seguit de rampes i salts davallant a la part baixa, s'iniciava després la pujada fins a la sortida. En general, el circuit era força revirat i hi abundaven els salts.
Els amos de Can Nolla permetien l'ús del circuit per a determinats esdeveniments (curses de motocròs i les 3 Hores TT), però la resta de l'any no, per la qual cosa un cop acabades aquestes curses s'obrien rases o es feien sots en determinats punts del circuit (just abans o després dels salts) per tal de dissuadir possibles usuaris. Tot i així, era habitual entrenar-s'hi evitant aquesta mena d'obstacles.